# Sremska
Sremska är en lättrökt korv som har sitt ursprung i den serbiska provinsen Srem. Den är populär över hela forna Jugoslavien men också i stora delar av Europa med serbiska invandrare.
Den består av en blandning av nöt- och fläskkött och är kryddad med bland annat paprika och svartpeppar.